# Anthrax pori
Anthrax pori är en tvåvingeart som beskrevs av Zaitzev 1997. Anthrax pori ingår i släktet Anthrax och familjen svävflugor. Inga underarter finns listade i Catalogue of Life.